# Даппи
Даппи́ (рос. Даппы) — село у складі Комсомольського району Хабаровського краю, Росія. Адміністративний центр та єдиний населений пункт Даппинського сільського поселення.

## Населення
Населення — 358 осіб (2010; 360 у 2002).
Національний склад (станом на 2002 рік):
- росіяни — 95 %